# Sandra Harding
Sandra Harding (* 29. März 1935; † 5. März 2025) war eine US-amerikanische Philosophin, Autorin und feministische Wissenschaftskritikerin. Sie entwickelte Ansätze zur feministischen Wissenschaftstheorie und feministischen Erkenntnistheorie.

## Leben
Harding promovierte an der New Yorker Universität in Philosophie. Sie war von 1986 bis 1996 Professorin an der University of Delaware und anschließend Professorin an der Universität von Kalifornien in Los Angeles (UCLA). 2013 erhielt sie den John Desmond Bernal Prize der Society for Social Studies of Science.

## Schriften

### Monografien
- The Science Question in Feminism, Cornell University Press 1986, ISBN 978-0-8014-9363-8.
  - deutsch: Feministische Wissenschaftstheorie. Zum Verhältnis von Wissenschaft und sozialem Geschlecht, Argument Verlag 1990, ISBN 3-88619-384-5.
- Whose Science? Whose Knowledge? Thinking from Women's Lives, Cornell University Press 1991, ISBN 978-0-8014-9746-9.
  - deutsch: Das Geschlecht des Wissens: Frauen denken die Wissenschaft, übersetzt von Helga Kelle, Campus Verlag 1994, ISBN 3-593-35049-1.
- Is Science Multicultural? Postcolonialisms, Feminisms, and Epistemologies, Indiana University Press 1998, ISBN 978-0-253-21156-9.
- Science and Social Inequality: Feminist and Postcolonial Issues, University of Illinois Press 2006, ISBN 978-0-252-07304-5.
- Sciences from Below: Feminisms, Postcolonialities, and Modernities, Duke University Press 2008, ISBN 978-0-8223-4282-3.
- Objectivity and Diversity: Another Logic of Scientific Research, The University of Chicago Press 2015, ISBN 978-0-226-24122-7.

### Herausgeberin (Auswahl)
- Can Theories be Refuted? Essays on the Duhem-Quine Thesis, Springer 1976, ISBN 978-90-277-0630-0.
- mit Merrill B. Hintikka: Discovering Reality: Feminist Perspectives on Epistemology, Metaphysics, Methodology, and Philosophy of Science. Springer 1983, ISBN 978-90-277-1496-1.
- mit Jean F. O’Barr: Sex and Scientific Inquiry, University of Chicago Press 1987, ISBN 978-0-226-31627-7.
- Feminism and Methodology: Social Science Issues, Indiana University Press 1987, ISBN 978-0-253-20444-8.
- The ‘Racial’ Economy of Science: Toward a Democratic Future, Indiana University Press 1993, ISBN 978-0-253-20810-1.
- mit Uma Narayan: Decentering the Center: Philosophy for a Multicultural, Postcolonial, and Feminist World, Indiana University Press 2000, ISBN 978-0-253-21384-6.
- mit Robert Figueroa: Science and Other Cultures: Issues in Philosophies of Science and Technology, Routledge 2003, ISBN 978-0-415-93992-8.
- Feminist Standpoint Theory Reader, Routledge 2004, ISBN 978-0-415-94501-1.
- The Postcolonial Science and Technology Studies Reader, Duke University Press 2011, ISBN 978-0-8223-4957-0.
- Mitherausgeberin der Zeitschrift Signs: Journal of Women in Culture and Society, ISSN 0097-9740.